# 施溫格河
53°37′45.5″N 9°31′37″E / 53.629306°N 9.52694°E

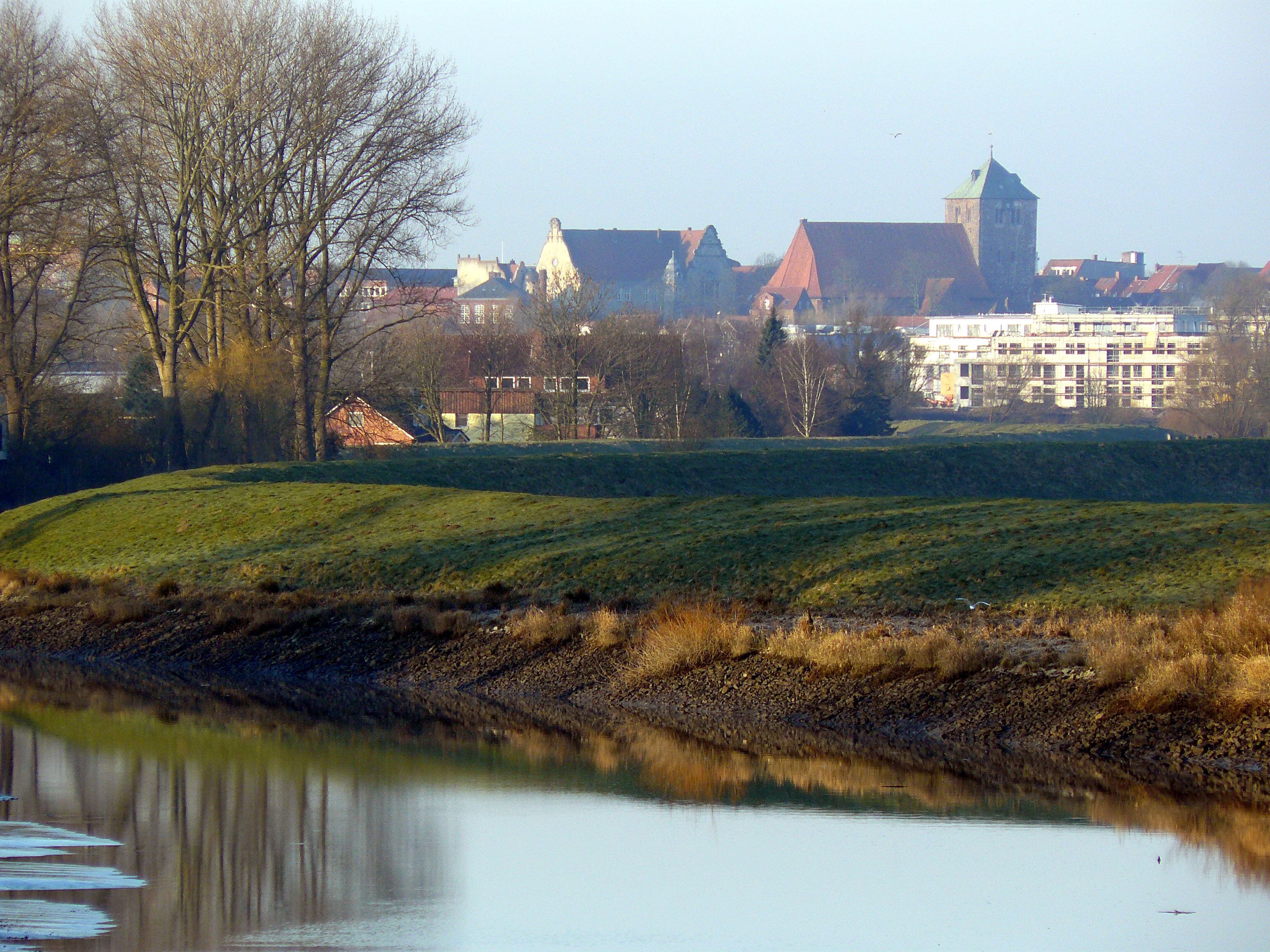
施溫格河

施溫格河（德語：Schwinge），是德國的河流，位於該國西北部，由下薩克森州負責管轄，屬於易北河的左支流，河道全長28.7公里，流域面積213平方公里。